# 学侶
学侶（がくりょ）とは、中世における僧侶身分の1つ。仏教に関連した学問や研究、祈祷に専念する僧侶のこと。学僧（がくそう）と呼ばれる僧侶はこの身分であることがほとんどであった。

## 概要
本来は大衆を構成する身分であったが、後に公家や武家などの実家の出自の高い僧侶で占められるようになり、検校や阿闍梨といった高位につく資格を独占し、寺院内での決定権を掌握するようになる。
逆に身分が低い出自が多くこうした場から排除されて世俗の業務に従事させられた堂衆や行人はこの状況に不満を抱いて度々内紛を起こす原因となった。